# Eurocopa Femenina 2025
El Campeonato de Europa Femenino de la UEFA 2025 (en inglés: 2025 UEFA Women's Championship), comúnmente conocido como la Eurocopa Femenina 2025, fue la 14.ª edición del Campeonato de Europa Femenino de la UEFA, el campeonato internacional cuatrienal de fútbol organizado por la UEFA para las selecciones nacionales femeninas europeas.
El torneo se jugó en Suiza a partir de julio de 2025. Fue la tercera edición desde que se amplió a 16 equipos. El torneo volvió a su ciclo habitual de cuatro años después de que el torneo anterior se retrasara hasta 2022 debido a la pandemia de COVID-19.
El seleccionado de Inglaterra, logró defender su título de la edición anterior, tras vencer a España 3-1 en penales, tras un empate 1-1 en los 120 minutos.

## Elección de sede
Las solicitudes se presentaron en agosto de 2022, mientras que las presentaciones finales se realizaron en octubre del mismo año. Suiza fue seleccionada como anfitriona del torneo el 4 de abril de 2023 en el Comité Ejecutivo de la UEFA realizado en Lisboa, Portugal. Para ser designados como anfitriones se necesitaba la mayoría absoluta de votos en la primera vuelta. Si la primera votación no produjera una mayoría absoluta, las dos ofertas con más votos avanzarían a una segunda y última ronda. Como la primera ronda produjo un empate triple en el primer lugar, se utilizó un desempate para determinar qué dos postores pasarían a la segunda ronda.
| Candidaturas                          | Votos por ronda | Votos por ronda | Votos por ronda |
| Candidaturas                          | 1a              | Des.            | 2a              |
| ------------------------------------- | --------------- | --------------- | --------------- |
| Suiza                                 | 4               | 6               | 9               |
| Dinamarca/ Finlandia/ Noruega/ Suecia | 4               | 4               | 4               |
| Polonia                               | 4               | 3               | —               |
| Francia                               | 1               | —               | —               |
| Total                                 | 13              | 13              | 13              |

### Candidaturas confirmadas
La UEFA recibió cuatro ofertas de interés para albergar el torneo antes de la fecha límite del 12 de octubre de 2022.
- Polonia: El 3 de junio de 2021, Zbigniew Boniek, director de la Asociación Polaca de Fútbol, anunció que la asociación había presentado su candidatura ante la UEFA para albergar el Campeonato Femenino de 2025, citando que el fútbol femenino está ganando gran popularidad en muchos países europeos, incluida Polonia.

- Dinamarca,  Finlandia,  Noruega y  Suecia: El 15 de octubre de 2021, la Asociación Danesa de Fútbol anunció que los países escandinavos Dinamarca, Finlandia, Noruega y Suecia, con el apoyo de Islandia y las Islas Feroe, confirmaron sus candidaturas para albergar la Eurocopa 2025. El 6 de abril de 2022 presentaron su solicitud con múltiples estadios en cada país anfitrión.

- Francia: El 3 de febrero de 2022, la Federación Francesa de Fútbol y su presidente, Noël Le Graët, confirmaron que Francia se ha presentado como candidata para la organización de la competición.

- Suiza: el 14 de septiembre de 2022, la Asociación Suiza de Fútbol confirmó oficialmente la candidatura y anunció a Basilea, Berna, Ginebra, Lucerna, Lausana, Zúrich, Thun, St. Gallen y Sion como sus ciudades candidatas para albergar los eventos.

### Candidaturas descartadas
- Dinamarca trabajó desde 2018 en hacer una oferta en solitario, pero finalmente cambió el enfoque a una oferta conjunta con los países nórdicos y abandonó su esfuerzo en solitario debido a las crecientes demandas de la UEFA tras la creciente popularidad del fútbol femenino.
- Ucrania: En noviembre de 2021, la Asociación Ucraniana de Fútbol anunció su candidatura. Sin embargo, la invasión rusa de Ucrania en 2022 y sus eventos posteriores descartaron el plan.

## Equipos participantes
| Equipo       | Método de clasificación | Fecha de clasificación | Apariciones | Última aparición | Mejor actuación anterior                                 |
| ------------ | ----------------------- | ---------------------- | ----------- | ---------------- | -------------------------------------------------------- |
| Suiza        | Anfitrión               | 4 de abril de 2023     | 3           | 2022             | Fase de grupos (2017, 2022)                              |
| Alemania     | Ganador Grupo A4        | 4 de junio de 2024     | 12          | 2022             | Campeón (1989, 1991, 1995, 1997, 2001, 2005, 2009, 2013) |
| España       | Ganador Grupo A2        | 4 de junio de 2024     | 5           | 2022             | Semifinales (1997)                                       |
| Islandia     | Segundo Grupo A4        | 12 de julio de 2024    | 5           | 2022             | Cuartos de final (2013)                                  |
| Dinamarca    | Segundo Grupo A2        | 12 de julio de 2024    | 11          | 2022             | Subcampeón (2017)                                        |
| Francia      | Ganador Grupo A3        | 12 de julio de 2024    | 8           | 2022             | Semifinales (2022)                                       |
| Italia       | Ganador Grupo A1        | 16 de julio de 2024    | 13          | 2022             | Subcampeón (1993, 1997)                                  |
| Países Bajos | Segundo Grupo A1        | 16 de julio de 2024    | 5           | 2022             | Campeón (2017)                                           |
| Inglaterra   | Segundo Grupo A3        | 16 de julio de 2024    | 10          | 2022             | Campeón (2022)                                           |
| Portugal     | Ganador Play-off        | 3 de diciembre de 2024 | 3           | 2022             | Fase de grupos (2017, 2022)                              |
| Noruega      | Ganador Play-off        | 3 de diciembre de 2024 | 13          | 2022             | Campeón (1987, 1993)                                     |
| Finlandia    | Ganador Play-off        | 3 de diciembre de 2024 | 5           | 2022             | Semifinales (2005)                                       |
| Polonia      | Ganador Play-off        | 3 de diciembre de 2024 | 1           | –                | Debutante                                                |
| Suecia       | Ganador Play-off        | 3 de diciembre de 2024 | 12          | 2022             | Campeón (1984)                                           |
| Bélgica      | Ganador Play-off        | 3 de diciembre de 2024 | 3           | 2022             | Cuartos de final (2022)                                  |
| Gales        | Ganador Play-off        | 3 de diciembre de 2024 | 1           | –                | Debutante                                                |

| Equipos participantes | Equipos participantes | Equipos participantes | Equipos participantes |
| --------------------- | --------------------- | --------------------- | --------------------- |
| Alemania              | Finlandia             | Islandia              | Polonia               |
| Bélgica               | Francia               | Italia                | Portugal              |
| Dinamarca             | Gales                 | Noruega               | Suecia                |
| España                | Inglaterra            | Países Bajos          | Suiza                 |

## Sorteo final
El sorteo final tuvo lugar el 16 de diciembre de 2024 en el SwissTech Convention Center en Lausana.
Los 16 equipos se dividirán en cuatro grupos de cuatro equipos cada uno.
La anfitriona, Suiza, será asignada a la posición A1 en el sorteo.  Los bombos fueron ordenados de acuerdo a la clasificación (ranking) de la fase preliminar para la Eurocopa Femenina de la UEFA 2025.
| Equipo   | Pos. |
| -------- | ---- |
| Suiza A  | 19   |
| España   | 1    |
| Alemania | 2    |
| Francia  | 3    |

| Equipo        | Pos. |
| ------------- | ---- |
| Italia        | 4    |
| Islandia      | 5    |
| Dinamarca     | 6    |
| Inglaterra CV | 7    |

| Equipo       | Pos. |
| ------------ | ---- |
| Países Bajos | 8    |
| Suecia       | 9    |
| Noruega      | 10   |
| Bélgica      | 12   |

| Equipo    | Pos. |
| --------- | ---- |
| Finlandia | 13   |
| Polonia   | 16   |
| Portugal  | 17   |
| Gales     | 20   |

## Sedes
Las siguientes son las 8 ciudades anfitrionas y estadios seleccionados por la candidatura de Suiza para la realización del torneo y aceptados por la UEFA.
| Basilea                                                   | Berna                  | \| Basilea Thun Lucerna Ginebra · Sion San Galo Berna Zúrich \| | \| Basilea Thun Lucerna Ginebra · Sion San Galo Berna Zúrich \| |
| St. Jakob-Park                                            | Stadion Wankdorf       | \| Basilea Thun Lucerna Ginebra · Sion San Galo Berna Zúrich \| | \| Basilea Thun Lucerna Ginebra · Sion San Galo Berna Zúrich \| |
| Capacidad: 38 512                                         | Capacidad: 31 783      | \| Basilea Thun Lucerna Ginebra · Sion San Galo Berna Zúrich \| | \| Basilea Thun Lucerna Ginebra · Sion San Galo Berna Zúrich \| |
|                                                           |                        | \| Basilea Thun Lucerna Ginebra · Sion San Galo Berna Zúrich \| | \| Basilea Thun Lucerna Ginebra · Sion San Galo Berna Zúrich \| |
| Ginebra                                                   | Zúrich                 | \| Basilea Thun Lucerna Ginebra · Sion San Galo Berna Zúrich \| | \| Basilea Thun Lucerna Ginebra · Sion San Galo Berna Zúrich \| |
| Stade de Genève                                           | Stadion Letzigrund     | \| Basilea Thun Lucerna Ginebra · Sion San Galo Berna Zúrich \| | \| Basilea Thun Lucerna Ginebra · Sion San Galo Berna Zúrich \| |
| Capacidad: 30 084                                         | Capacidad: 26 104      | \| Basilea Thun Lucerna Ginebra · Sion San Galo Berna Zúrich \| | \| Basilea Thun Lucerna Ginebra · Sion San Galo Berna Zúrich \| |
|                                                           |                        | \| Basilea Thun Lucerna Ginebra · Sion San Galo Berna Zúrich \| | \| Basilea Thun Lucerna Ginebra · Sion San Galo Berna Zúrich \| |
| San Galo                                                  | Lucerna                | Sion                                                            | Thun                                                            |
| Arena St.Gallen                                           | Allmend Stadion Luzern | Stade de Tourbillon                                             | Arena Thun                                                      |
| Capacidad: 19 694                                         | Capacidad: 16 800      | Capacidad: 16 263                                               | Capacidad: 10 398                                               |
|                                                           |                        |                                                                 |                                                                 |
| Basilea Thun Lucerna Ginebra · Sion San Galo Berna Zúrich |                        |                                                                 |                                                                 |

## Árbitras
Un total de 13 árbitras, 26 árbitras asistentes, 16 árbitros asistentes de vídeo y 3 árbitras de reserva fueron designados para la fase final del campeonato.
| Árbitras                                     | Árbitras Asistentes    | Árbitras Asistentes    |
| -------------------------------------------- | ---------------------- | ---------------------- |
| —                                            | Ainhoa Fernández       | Amina Gustchi          |
| Edina Alves Batista                          | Neuza Back             | Fabrini Bevilaqua      |
| Ivana Martinčić                              | Sanja Rođak-Karšić     | —                      |
| Frida Klarlund                               | Fie Bruun              | —                      |
| —                                            | Štaša Špur             | —                      |
| Marta Huerta de Aza                          | Eliana Fernández       | Guadalupe Porras Ayuso |
| —                                            | Heini Hyvönen          | —                      |
| Stéphanie Frappart                           | Camille Soriano        | —                      |
| Katalin Kulcsár                              | Anita Vad              | —                      |
| Maria Sole Ferrieri Caputi Silvia Gasperotti | Francesca Di Monte     | —                      |
| —                                            | Emily Carney           | —                      |
| —                                            | Irina Pozdejeva        | —                      |
| —                                            | Monica Løkkeberg       | —                      |
| —                                            | Franca Overtoom        | —                      |
| —                                            | Paulina Baranowska     | —                      |
| Catarina Campos                              | Andreia Ferreria Sousa | Vannesa Gomes          |
| Iuliana Demetrescu Alina Peșu                | Daniela Constatinescu  | Mihaela Țepușă         |
| Tess Olofsson                                | Almira Spahić          | —                      |
| Désirée Grundbacher                          | Susanne Küng           | Linda Schmid           |
| —                                            | —                      | Svitlana Grushko       |

| Árbitras de soporte | Árbitras de soporte | Árbitras de soporte |
| ------------------- | ------------------- | ------------------- |
| Hristiana Guteva    | Olatz Rivera Olmedo | Shona Shukrula      |

| Árbitros Asistentes de Vídeo |
| ---------------------------- |
| Christian Dingert            |
| Katrin Rafalsky              |
| Alen Borošak                 |
| Guillermo Cuadra Fernández   |
| Judit Romano                 |
| Willy Delajod                |
| Tamás Bognár                 |
| Jarred Gillett               |
| Sian Massey-Ellis            |
| Alejandro Di Paolo           |
| Dennis Higler                |
| Tiago Martins                |
| Cătălin Popa                 |
| Jelena Cvetković             |
| Momčilo Marković             |
| Fedayi San                   |

## Fase de grupos
El calendario final de la competición fue anunciado el 16 de diciembre de 2024.

- Todos los horarios corresponden a la hora local de Suiza CEST (UTC+2).

     Clasificado a Cuartos de final.

### Grupo A
| Equipo    | Pts. | PJ | PG | PE | PP | GF | GC | Dif. |
| --------- | ---- | -- | -- | -- | -- | -- | -- | ---- |
| Noruega   | 9    | 3  | 3  | 0  | 0  | 8  | 5  | +3   |
| Suiza     | 4    | 3  | 1  | 1  | 1  | 4  | 3  | +1   |
| Finlandia | 4    | 3  | 1  | 1  | 1  | 3  | 3  | 0    |
| Islandia  | 0    | 3  | 0  | 0  | 3  | 3  | 7  | −4   |

| 2 de julio | Islandia | 0:1 (0:0) | Finlandia  | Arena Thun, Thun                                                         |                                                                          |
| 18:00      |          | Reporte   | Kosola 70' | Asistencia: 7683 espectadores Árbitra: Katalin Kulcsár VAR: Tamás Bognár | Asistencia: 7683 espectadores Árbitra: Katalin Kulcsár VAR: Tamás Bognár |

| 2 de julio | Suiza      | 1:2 (1:0) | Noruega                            | St. Jakob-Park, Basilea                                                |                                                                        |
| 21:00      | Riesen 28' | Reporte   | Hegerberg 54' · Stierli 58' (a.g.) | Asistencia: 34 063 espectadores Árbitra: Alina Peşu VAR: Dennis Higler | Asistencia: 34 063 espectadores Árbitra: Alina Peşu VAR: Dennis Higler |

| 6 de julio | Noruega                               | 2:1 (1:1) | Finlandia    | Stade de Tourbillon, Sion                                                       |                                                                                 |
| 18:00      | Nyström 3' (a.g.) · Graham Hansen 84' | Reporte   | Sevenius 32' | Asistencia: 7376 espectadores Árbitra: Silvia Gasperotti VAR: Aleandro Di Paolo | Asistencia: 7376 espectadores Árbitra: Silvia Gasperotti VAR: Aleandro Di Paolo |

| 6 de julio | Suiza                      | 2:0 (0:0) | Islandia | Stadion Wankdorf, Berna                                                                      |                                                                                              |
| 21:00      | Reuteler 76' · Pilgrim 90' | Reporte   |          | Asistencia: 29 658 espectadores Árbitra: Marta Huerta de Aza VAR: Guillermo Cuadra Fernández | Asistencia: 29 658 espectadores Árbitra: Marta Huerta de Aza VAR: Guillermo Cuadra Fernández |

| 10 de julio | Finlandia         | 1:1 (0:0) | Suiza          | Stade de Genève, Ginebra                                                       |                                                                                |
| 21:00       | Kuikka 79' (pen.) | Reporte   | Xhemaili 90+2' | Asistencia: 26 388 espectadores Árbitra: Stéphanie Frappart VAR: Willy Delajod | Asistencia: 26 388 espectadores Árbitra: Stéphanie Frappart VAR: Willy Delajod |

| 10 de julio | Noruega                            | 4:3 (2:1) | Islandia                                                     | Arena Thun, Thun                                                       |                                                                        |
| 21:00       | Gaupset 15', 26' · Maanum 49', 76' | Reporte   | Jónsdóttir 6' · Eiríksdóttir 84' · Viggósdóttir 90+5' (pen.) | Asistencia: 7859 espectadores Árbitra: Alina Peșu VAR: Katrin Rafalski | Asistencia: 7859 espectadores Árbitra: Alina Peșu VAR: Katrin Rafalski |

### Grupo B
| Equipo   | Pts. | PJ | PG | PE | PP | GF | GC | Dif. |
| -------- | ---- | -- | -- | -- | -- | -- | -- | ---- |
| España   | 9    | 3  | 3  | 0  | 0  | 14 | 3  | +11  |
| Italia   | 4    | 3  | 1  | 1  | 1  | 3  | 4  | −1   |
| Bélgica  | 3    | 3  | 1  | 0  | 2  | 4  | 8  | −4   |
| Portugal | 1    | 3  | 0  | 1  | 2  | 2  | 8  | −6   |

| 3 de julio | Bélgica | 0:1 (0:1) | Italia     | Stade de Tourbillon, Sion                                                  |                                                                            |
| 18:00      |         | Reporte   | Caruso 44' | Asistencia: 7544 espectadores Árbitra: Désirée Grundbacher VAR: Fedayi San | Asistencia: 7544 espectadores Árbitra: Désirée Grundbacher VAR: Fedayi San |

| 3 de julio | España                                                           | 5:0 (4:0) | Portugal | Stadion Wankdorf, Berna                                                         |                                                                                 |
| 21:00      | González 2', 43' · López 7' · Putellas 41' · Martín-Prieto 90+3' | Reporte   |          | Asistencia: 29 520 espectadores Árbitra: Iuliana Demetrescu VAR: Jarred Gillett | Asistencia: 29 520 espectadores Árbitra: Iuliana Demetrescu VAR: Jarred Gillett |

| 7 de julio | España                                                                    | 6:2 (2:1) | Bélgica                          | Arena Thun, Thun                                                         |                                                                          |
| 18:00      | Putellas 22', 86' · Paredes 39' · González 52' · Caldentey 61' · Pina 81' | Reporte   | Vanhaevermaet 24' · Eurlings 51' | Asistencia: 7961 espectadores Árbitra: Katalin Kulcsár VAR: Tamás Bognár | Asistencia: 7961 espectadores Árbitra: Katalin Kulcsár VAR: Tamás Bognár |

| 7 de julio | Portugal  | 1:1 (0:0) | Italia      | Stade de Genève, Ginebra                                                        |                                                                                 |
| 21:00      | Gomes 89' | Reporte   | Girelli 70' | Asistencia: 22 713 espectadores Árbitra: Ivana Martinčić VAR: Christian Dingert | Asistencia: 22 713 espectadores Árbitra: Ivana Martinčić VAR: Christian Dingert |

| 11 de julio | Italia       | 1:3 (1:1) | España                                           | Stadion Wankdorf, Berna                                                        |                                                                                |
| 21:00       | Oliviero 10' | Reporte   | Del Castillo 14' · Guijarro 49' · González 90+1' | Asistencia: 29 644 espectadores Árbitra: Iuliana Demetrescu VAR: Dennis Higler | Asistencia: 29 644 espectadores Árbitra: Iuliana Demetrescu VAR: Dennis Higler |

| 11 de julio | Portugal       | 1:2 (0:1) | Bélgica                    | Stade de Tourbillon, Sion                                                |                                                                          |
| 21:00       | Encarnação 87' | Reporte   | Wullaert 3' · Cayman 90+6' | Asistencia: 7515 espectadores Árbitra: Tess Olofsson VAR: Jarred Gillett | Asistencia: 7515 espectadores Árbitra: Tess Olofsson VAR: Jarred Gillett |

### Grupo C
| Equipo    | Pts. | PJ | PG | PE | PP | GF | GC | Dif. |
| --------- | ---- | -- | -- | -- | -- | -- | -- | ---- |
| Suecia    | 9    | 3  | 3  | 0  | 0  | 8  | 1  | +7   |
| Alemania  | 6    | 3  | 2  | 0  | 1  | 5  | 5  | 0    |
| Polonia   | 3    | 3  | 1  | 0  | 2  | 3  | 7  | −4   |
| Dinamarca | 0    | 3  | 0  | 0  | 3  | 3  | 6  | −3   |

| 4 de julio | Dinamarca | 0:1 (0:0) | Suecia       | Stade de Genève, Ginebra                                                        |                                                                                 |
| 18:00      |           | Reporte   | Angeldal 55' | Asistencia: 17 319 espectadores Árbitra: Edina Alves Batista VAR: Tiago Martins | Asistencia: 17 319 espectadores Árbitra: Edina Alves Batista VAR: Tiago Martins |

| 4 de julio | Alemania                 | 2:0 (0:0) | Polonia | Arena St.Gallen, San Galo                                                      |                                                                                |
| 21:00      | Brand 52' · Schüller 66' | Reporte   |         | Asistencia: 15 972 espectadores Árbitra: Stéphanie Frappart VAR: Willy Delajod | Asistencia: 15 972 espectadores Árbitra: Stéphanie Frappart VAR: Willy Delajod |

| 8 de julio | Alemania                         | 2:1 (0:1) | Dinamarca      | Allmend Stadion Luzern, Lucerna                                            |                                                                            |
| 18:00      | Nüsken 56' (pen.) · Schüller 66' | Reporte   | Vangsgaard 26' | Asistencia: 34 165 espectadores Árbitra: Catarina Campos VAR: Alen Borošak | Asistencia: 34 165 espectadores Árbitra: Catarina Campos VAR: Alen Borošak |

| 8 de julio | Polonia | 0:3 (0:1) | Suecia                                      | St. Jakob-Park, Basilea                                                          |                                                                                  |
| 21:00      |         | Reporte   | Blackstenius 28' · Asllani 52' · Hurtig 77' | Asistencia: 14 176 espectadores Árbitra: Maria Sole Ferrieri VAR: Jarred Gillett | Asistencia: 14 176 espectadores Árbitra: Maria Sole Ferrieri VAR: Jarred Gillett |

| 12 de julio | Suecia                                                          | 4:1 (3:1) | Alemania | Stadion Letzigrund, Zúrich                                                        |                                                                                   |
| 21:00       | Blackstenius 12' · Holmberg 25' · Rolfö 34' (pen.) · Hurtig 80' | Reporte   | Brand 7' | Asistencia: 22 552 espectadores Árbitra: Silvia Gasperotti VAR: Aleandro Di Paolo | Asistencia: 22 552 espectadores Árbitra: Silvia Gasperotti VAR: Aleandro Di Paolo |

| 12 de julio | Polonia                                   | 3:2 (2:0) | Dinamarca               | Allmend Stadion Luzern, Lucerna                                                              |                                                                                              |
| 21:00       | Padilla 13' · Pajor 20' · Wianskowska 76' | Reporte   | Thomsen 59' · Bruun 83' | Asistencia: 14 213 espectadores Árbitra: Olatz Rivera Olmedo VAR: Guillermo Cuadra Fernández | Asistencia: 14 213 espectadores Árbitra: Olatz Rivera Olmedo VAR: Guillermo Cuadra Fernández |

### Grupo D
| Equipo       | Pts. | PJ | PG | PE | PP | GF | GC | Dif. |
| ------------ | ---- | -- | -- | -- | -- | -- | -- | ---- |
| Francia      | 9    | 3  | 3  | 0  | 0  | 11 | 4  | +7   |
| Inglaterra   | 6    | 3  | 2  | 0  | 1  | 11 | 3  | +8   |
| Países Bajos | 3    | 3  | 1  | 0  | 2  | 5  | 9  | −4   |
| Gales        | 0    | 3  | 0  | 0  | 3  | 2  | 13 | −11  |

| 5 de julio | Gales | 0:3 (0:1) | Países Bajos                            | Allmend Stadion Luzern, Lucerna                                               |                                                                               |
| 18:00      |       | Reporte   | Miedema 45+3' · Pelova 48' · Brugts 57' | Asistencia: 14 147 espectadores Árbitra: Frida Klarlund VAR: Momčilo Marković | Asistencia: 14 147 espectadores Árbitra: Frida Klarlund VAR: Momčilo Marković |

| 5 de julio | Francia                    | 2:1 (2:0) | Inglaterra | Stadion Letzigrund, Zúrich                                                    |                                                                               |
| 21:00      | Katoto 36' · Baltimore 39' | Reporte   | Walsh 87'  | Asistencia: 22 542 espectadores Árbitra: Tess Olofsson VAR: Christian Dingert | Asistencia: 22 542 espectadores Árbitra: Tess Olofsson VAR: Christian Dingert |

| 9 de julio | Inglaterra                                 | 4:0 (2:0) | Países Bajos | Stadion Letzigrund, Zúrich                                                      |                                                                                 |
| 18:00      | James 22', 60' · Stanway 45+2' · Toone 67' | Reporte   |              | Asistencia: 22 600 espectadores Árbitra: Edina Alves Batista VAR: Tiago Martins | Asistencia: 22 600 espectadores Árbitra: Edina Alves Batista VAR: Tiago Martins |

| 9 de julio | Francia                                                | 4:1 (2:1) | Gales        | Arena St.Gallen, San Galo                                                    |                                                                              |
| 21:00      | Matéo 8' · Diani 45+1' (pen.) · Majri 53' · Geyoro 63' | Reporte   | Fishlock 13' | Asistencia: 15 886 espectadores Árbitra: Désirée Grundbacher VAR: Fedayi San | Asistencia: 15 886 espectadores Árbitra: Désirée Grundbacher VAR: Fedayi San |

| 13 de julio | Países Bajos                  | 2:5 (2:1) | Francia                                                                | St. Jakob-Park, Basilea                                                  |                                                                          |
| 21:00       | Pelova 26' · Bacha 41' (a.g.) | Reporte   | Toletti 22' · Katoto 61' · Cascarino 64', 67' · Karchaoui 90+2' (pen.) | Asistencia: 34 133 espectadores Árbitra: Ivana Martinčić VAR: Fedayi San | Asistencia: 34 133 espectadores Árbitra: Ivana Martinčić VAR: Fedayi San |

| 13 de julio | Inglaterra                                                                          | 6:1 (4:0) | Gales    | Arena St.Gallen, San Galo                                                  |                                                                            |
| 21:00       | Stanway 13' (pen.) · Toone 21' · Hemp 30' · Russo 44' · Mead 72' · Beever-Jones 89' | Reporte   | Cain 76' | Asistencia: 15 953 espectadores Árbitra: Frida Klarlund VAR: Tiago Martins | Asistencia: 15 953 espectadores Árbitra: Frida Klarlund VAR: Tiago Martins |

## Fase de eliminación
|  | Cuartos de final  | Cuartos de final  |               |                   | Semifinales      | Semifinales      |  |                 | Final       | Final       |  |
|  | 16 al 19 de julio | 16 al 19 de julio |               |                   | 22 y 23 de julio | 22 y 23 de julio |  |                 | 27 de julio | 27 de julio |  |
|  |                   |                   |               |                   |                  |                  |  |                 |             |             |  |
|  |                   |                   |               |                   |                  |                  |  |                 |             |             |  |
|  | Suecia            | 2 (2)             |               |                   |                  |                  |  |                 |             |             |  |
|  | Suecia            | 2 (2)             |               |                   |                  |                  |  |                 |             |             |  |
|  | Inglaterra (p.)   | 2 (3)             |               |                   |                  |                  |  |                 |             |             |  |
|  | Inglaterra (p.)   | 2 (3)             |               | Inglaterra (t.s.) | 2                |                  |  |                 |             |             |  |
|  |                   |                   |               | Inglaterra (t.s.) | 2                |                  |  |                 |             |             |  |
|  |                   |                   | Italia        | 1                 |                  |                  |  |                 |             |             |  |
|  | Noruega           | 1                 | Italia        | 1                 |                  |                  |  |                 |             |             |  |
|  | Noruega           | 1                 |               |                   |                  |                  |  |                 |             |             |  |
|  | Italia            | 2                 |               |                   |                  |                  |  |                 |             |             |  |
|  | Italia            | 2                 |               |                   |                  |                  |  | Inglaterra (p.) | 1 (3)       |             |  |
|  |                   |                   |               |                   |                  |                  |  | Inglaterra (p.) | 1 (3)       |             |  |
|  |                   |                   | España        | 1 (1)             |                  |                  |  |                 |             |             |  |
|  | Francia           | 1 (5)             | España        | 1 (1)             |                  |                  |  |                 |             |             |  |
|  | Francia           | 1 (5)             |               |                   |                  |                  |  |                 |             |             |  |
|  | Alemania (p.)     | 1 (6)             |               |                   |                  |                  |  |                 |             |             |  |
|  | Alemania (p.)     | 1 (6)             |               | Alemania          | 0                |                  |  |                 |             |             |  |
|  |                   |                   |               | Alemania          | 0                |                  |  |                 |             |             |  |
|  |                   |                   | España (t.s.) | 1                 |                  |                  |  |                 |             |             |  |
|  | España            | 2                 | España (t.s.) | 1                 |                  |                  |  |                 |             |             |  |
|  | España            | 2                 |               |                   |                  |                  |  |                 |             |             |  |
|  | Suiza             | 0                 |               |                   |                  |                  |  |                 |             |             |  |
|  | Suiza             | 0                 |               |                   |                  |                  |  |                 |             |             |  |
|  |                   |                   |               |                   |                  |                  |  |                 |             |             |  |

### Cuartos de final
| 16 de julio | Noruega       | 1:2 (0:0) | Italia           | Stade de Genève, Ginebra                                                       |                                                                                |
| 21:00       | Hegerberg 66' | Reporte   | Girelli 50', 90' | Asistencia: 26 276 espectadores Árbitra: Stéphanie Frappart VAR: Willy Delajod | Asistencia: 26 276 espectadores Árbitra: Stéphanie Frappart VAR: Willy Delajod |

| 17 de julio | Suecia                                                                    | 2:2 (2:2, 2:0) (t. s.)(2:3 p.) | Inglaterra                                                  | Stadion Letzigrund, Zúrich                                                                   |                                                                                              |
| 21:00       | Asllani 2' · Blackstenius 25'                                             | Reporte                        | Bronze 79' · Agyemang 81'                                   | Asistencia: 22 397 espectadores Árbitra: Marta Huerta de Aza VAR: Guillermo Cuadra Fernández | Asistencia: 22 397 espectadores Árbitra: Marta Huerta de Aza VAR: Guillermo Cuadra Fernández |
|             |                                                                           | Tiros desde el punto penal     |                                                             |                                                                                              |                                                                                              |
|             | Angeldal · Zigiotti Olme · Eriksson · Björn · Falk · Jakobsson · Holmberg |                                | Russo · James · Mead · Greenwood · Kelly · Clinton · Bronze |                                                                                              |                                                                                              |

| 18 de julio | España                      | 2:0 (0:0) | Suiza | Stadion Wankdorf, Berna                                                             |                                                                                     |
| 21:00       | Del Castillo 66' · Pina 71' | Reporte   |       | Asistencia: 29 734 espectadores Árbitra: Maria Sole Ferrieri VAR: Aleandro Di Paolo | Asistencia: 29 734 espectadores Árbitra: Maria Sole Ferrieri VAR: Aleandro Di Paolo |

| 19 de julio | Francia                                                                      | 1:1 (1:1, 1:1) (t. s.)(5:6 p.) | Alemania                                                    | St. Jakob-Park, Basilea                                                    |                                                                            |
| 21:00       | Geyoro 15' (pen.)                                                            | Reporte                        | Nüsken 25'                                                  | Asistencia: 34 128 espectadores Árbitra: Tess Olofsson VAR: Jarred Gillett | Asistencia: 34 128 espectadores Árbitra: Tess Olofsson VAR: Jarred Gillett |
|             |                                                                              | Tiros desde el punto penal     |                                                             |                                                                            |                                                                            |
|             | Majri · Karchaoui · Malard · Baltimore · Jean-François · N'Dongala · Sombath |                                | Minge · Dallmann · Knaak · Däbritz · Berger · Bühl · Nüsken |                                                                            |                                                                            |

### Semifinales
| 22 de julio | Inglaterra                  | 2:1 (1:1, 0:1) (t. s.) | Italia       | Stade de Genève, Ginebra                                                    |                                                                             |
| 21:00       | Agyemang 90+6' · Kelly 119' | Reporte                | Bonansea 33' | Asistencia: 26 539 espectadores Árbitra: Ivana Martinčić VAR: Dennis Higler | Asistencia: 26 539 espectadores Árbitra: Ivana Martinčić VAR: Dennis Higler |

| 23 de julio | Alemania | 0:1 (0:0, 0:0) (t. s.) | España       | Stadion Letzigrund, Zúrich                                                      |                                                                                 |
| 21:00       |          | Reporte                | Bonmatí 113' | Asistencia: 22 432 espectadores Árbitra: Edina Alves Batista VAR: Tiago Martins | Asistencia: 22 432 espectadores Árbitra: Edina Alves Batista VAR: Tiago Martins |

### Final
| 27 de julio | Inglaterra                                      | 1:1 (1:1, 0:1) (t. s.)(3:1 p.) | España                                      | St. Jakob-Park, Basilea                                                        |                                                                                |
| 18:00       | Russo 57'                                       | Reporte                        | Caldentey 25'                               | Asistencia: 34 203 espectadores Árbitra: Stéphanie Frappart VAR: Willy Delajod | Asistencia: 34 203 espectadores Árbitra: Stéphanie Frappart VAR: Willy Delajod |
|             |                                                 | Tiros desde el punto penal     |                                             |                                                                                |                                                                                |
|             | Mead · Greenwwod · Charles · Williamson · Kelly |                                | Guijarro · Caldentey · Bonmatí · Paralluelo |                                                                                |                                                                                |

| 1           | Guardameta     | Hannah Hampton  |                |
| 2           | Defensa        | Lucy Bronze     | 106'           |
| 6           | Defensa        | Leah Williamson |                |
| 16          | Defensa        | Jess Carter     |                |
| 5           | Defensa        | Alex Greenwood  | 70'            |
| 10          | Centrocampista | Ella Toone      | 87'            |
| 4           | Centrocampista | Keira Walsh     |                |
| 8           | Centrocampista | Georgia Stanway | 115'           |
| 11          | Delantero      | Lauren Hemp     | 80'            |
| 23          | Delantero      | Alessia Russo   | 71'            |
| 7           | Delantero      | Lauren James    | 41'            |
| Entrenadora | Entrenadora    | Sarina Wiegman  | Sarina Wiegman |

| 13          | Guardameta     | Cata Coll            |             |
| 2           | Defensa        | Ona Batlle           |             |
| 4           | Defensa        | Irene Paredes        |             |
| 14          | Defensa        | Laia Aleixandri      |             |
| 7           | Defensa        | Olga Carmona         | 106'        |
| 6           | Centrocampista | Aitana Bonmatí       |             |
| 12          | Centrocampista | Patricia Guijarro    | 75'         |
| 11          | Centrocampista | Alexia Putellas      | 71'         |
| 10          | Delantero      | Athenea del Castillo | 89'         |
| 9           | Delantero      | Esther González      | 89'         |
| 8           | Delantero      | Mariona Caldentey    |             |
| Entrenadora | Entrenadora    | Montse Tomé          | Montse Tomé |

| 18 | Delantero      | Chloe Kelly       | 41'  |
| 17 | Delantero      | Michelle Agyemang | 71'  |
| 9  | Delantero      | Beth Mead         | 87'  |
| 3  | Defensa        | Niamh Charles     | 106' |
| 14 | Centrocampista | Grace Clinton     | 115' |

| 20 | Delantero      | Claudia Pina     | 71'  |
| 18 | Delantero      | Salma Paralluelo | 89'  |
| 19 | Centrocampista | Vicky López      | 89'  |
| 15 | Defensa        | Leila Ouahabi    | 106' |

| Beth Mead       | Fallo de penal (atajado) | 0:0 |                          |                   |
|                 |                          | 0:1 | Acierto de penal         | Patri Guijarro    |
| Alex Greenwood  | Acierto de penal         | 1:1 |                          |                   |
|                 |                          | 1:1 | Fallo de penal (atajado) | Mariona Caldentey |
| Niamh Charles   | Acierto de penal         | 2:1 |                          |                   |
|                 |                          | 2:1 | Fallo de penal (poste)   | Aitana Bonmatí    |
| Leah Williamson | Fallo de penal (poste)   | 2:1 |                          |                   |
|                 |                          | 2:1 | Fallo de penal (poste)   | Salma Paralluelo  |
| Chloe Kelly     | Acierto de penal         | 3:1 |                          |                   |

| Amonestado | 58' | Alessia Russo |
| Amonestado | 59' | Lucy Bronze   |
| Amonestado | 95' | Lauren Hemp   |

| Árbitra             | Stéphanie Frappart  |
| Árbitras asistentes | Camille Soriano     |
| Árbitras asistentes | Francesca Di Monte  |
| Cuarta árbitra      | Maria Sole Ferrieri |
| Árbitra reserva     | Susanne Küng        |
| VAR                 | Willy Dejalod       |
| Asistentes VAR      | Christian Dingert   |
| Asistentes VAR      | Dennis Higler       |

| 1           | Guardameta     | Hannah Hampton  |                |
| 2           | Defensa        | Lucy Bronze     | 106'           |
| 6           | Defensa        | Leah Williamson |                |
| 16          | Defensa        | Jess Carter     |                |
| 5           | Defensa        | Alex Greenwood  | 70'            |
| 10          | Centrocampista | Ella Toone      | 87'            |
| 4           | Centrocampista | Keira Walsh     |                |
| 8           | Centrocampista | Georgia Stanway | 115'           |
| 11          | Delantero      | Lauren Hemp     | 80'            |
| 23          | Delantero      | Alessia Russo   | 71'            |
| 7           | Delantero      | Lauren James    | 41'            |
| Entrenadora | Entrenadora    | Sarina Wiegman  | Sarina Wiegman |

| 13          | Guardameta     | Cata Coll            |             |
| 2           | Defensa        | Ona Batlle           |             |
| 4           | Defensa        | Irene Paredes        |             |
| 14          | Defensa        | Laia Aleixandri      |             |
| 7           | Defensa        | Olga Carmona         | 106'        |
| 6           | Centrocampista | Aitana Bonmatí       |             |
| 12          | Centrocampista | Patricia Guijarro    | 75'         |
| 11          | Centrocampista | Alexia Putellas      | 71'         |
| 10          | Delantero      | Athenea del Castillo | 89'         |
| 9           | Delantero      | Esther González      | 89'         |
| 8           | Delantero      | Mariona Caldentey    |             |
| Entrenadora | Entrenadora    | Montse Tomé          | Montse Tomé |

| 18 | Delantero      | Chloe Kelly       | 41'  |
| 17 | Delantero      | Michelle Agyemang | 71'  |
| 9  | Delantero      | Beth Mead         | 87'  |
| 3  | Defensa        | Niamh Charles     | 106' |
| 14 | Centrocampista | Grace Clinton     | 115' |

| 20 | Delantero      | Claudia Pina     | 71'  |
| 18 | Delantero      | Salma Paralluelo | 89'  |
| 19 | Centrocampista | Vicky López      | 89'  |
| 15 | Defensa        | Leila Ouahabi    | 106' |

| Beth Mead       | Fallo de penal (atajado) | 0:0 |                          |                   |
|                 |                          | 0:1 | Acierto de penal         | Patri Guijarro    |
| Alex Greenwood  | Acierto de penal         | 1:1 |                          |                   |
|                 |                          | 1:1 | Fallo de penal (atajado) | Mariona Caldentey |
| Niamh Charles   | Acierto de penal         | 2:1 |                          |                   |
|                 |                          | 2:1 | Fallo de penal (poste)   | Aitana Bonmatí    |
| Leah Williamson | Fallo de penal (poste)   | 2:1 |                          |                   |
|                 |                          | 2:1 | Fallo de penal (poste)   | Salma Paralluelo  |
| Chloe Kelly     | Acierto de penal         | 3:1 |                          |                   |

| Amonestado | 58' | Alessia Russo |
| Amonestado | 59' | Lucy Bronze   |
| Amonestado | 95' | Lauren Hemp   |

| Árbitra             | Stéphanie Frappart  |
| Árbitras asistentes | Camille Soriano     |
| Árbitras asistentes | Francesca Di Monte  |
| Cuarta árbitra      | Maria Sole Ferrieri |
| Árbitra reserva     | Susanne Küng        |
| VAR                 | Willy Dejalod       |
| Asistentes VAR      | Christian Dingert   |
| Asistentes VAR      | Dennis Higler       |

| Alineación inicial |

|                               |
| Bandera de Inglaterra         |
| Campeón Inglaterra 2.º título |

## Estadísticas

### Tabla general
La tabla de rendimiento no refleja la clasificación final de los equipos, sino que muestra el rendimiento de los mismos dependiendo de la ronda final alcanzada. Si en la segunda fase algún partido se define mediante tiros de penal, el resultado final del juego se considera empate.
| Selección | Selección    | Pts. | PJ | PG | PE | PP | GF | GC | Dif. |
| --------- | ------------ | ---- | -- | -- | -- | -- | -- | -- | ---- |
| 1         | Inglaterra   | 11   | 6  | 3  | 2  | 1  | 16 | 7  | +9   |
| 2         | España       | 16   | 6  | 5  | 1  | 0  | 18 | 4  | +14  |
| 3         | Italia       | 7    | 5  | 2  | 1  | 2  | 6  | 7  | −1   |
| 4         | Alemania     | 7    | 5  | 2  | 1  | 2  | 6  | 7  | −1   |
| 5         | Francia      | 10   | 4  | 3  | 1  | 0  | 12 | 5  | +7   |
| 6         | Suecia       | 10   | 4  | 3  | 1  | 0  | 10 | 3  | +7   |
| 7         | Noruega      | 9    | 4  | 3  | 0  | 1  | 9  | 7  | +2   |
| 8         | Suiza        | 4    | 4  | 1  | 1  | 2  | 4  | 5  | −1   |
| 9         | Finlandia    | 4    | 3  | 1  | 1  | 1  | 3  | 3  | 0    |
| 10        | Países Bajos | 3    | 3  | 1  | 0  | 2  | 5  | 9  | −4   |
| 11        | Bélgica      | 3    | 3  | 1  | 0  | 2  | 4  | 8  | −4   |
| 12        | Polonia      | 3    | 3  | 1  | 0  | 2  | 3  | 7  | −4   |
| 13        | Portugal     | 1    | 3  | 0  | 1  | 2  | 2  | 8  | −6   |
| 14        | Dinamarca    | 0    | 3  | 0  | 0  | 3  | 3  | 6  | −3   |
| 15        | Islandia     | 0    | 3  | 0  | 0  | 3  | 3  | 7  | −4   |
| 16        | Gales        | 0    | 3  | 0  | 0  | 3  | 2  | 13 | −11  |

| Jugadora                | Selección    | Goles | PJ |
| ----------------------- | ------------ | ----- | -- |
| Esther González         | España       | 4     | 3  |
| Alexia Putellas         | España       | 3     | 3  |
| Signe Gaupset           | Noruega      | 2     | 2  |
| Delphine Cascarino      | Francia      | 2     | 2  |
| Jule Brand              | Alemania     | 2     | 3  |
| Marie-Antoinette Katoto | Francia      | 2     | 3  |
| Ella Toone              | Inglaterra   | 2     | 3  |
| Lina Hurtig             | Suecia       | 2     | 3  |
| Stina Blackstenius      | Suecia       | 2     | 3  |
| Frida Maanum            | Noruega      | 2     | 3  |
| Victoria Pelova         | Países Bajos | 2     | 3  |

| Lista completa | Lista completa | Lista completa | Lista completa | Lista completa |
| --- | -------------- | -------------- | -------------- | -------------- |
| \| Jugadora \| Selección \| Goles \| PJ \| \| -------- \| ------------ \| ----- \| -- \| \| PD \| Bandera de ? \| 0 \| 0 \| \| PD \| Bandera de ? \| 0 \| 0 \| |                |                |                |                |
| Jugadora | Selección      | Goles          | PJ             |                |
| PD | Bandera de ?   | 0              | 0              |                |
| PD | Bandera de ?   | 0              | 0              |                |

| Jugadora | Selección    | Goles | PJ |
| -------- | ------------ | ----- | -- |
| PD       | Bandera de ? | 0     | 0  |
| PD       | Bandera de ? | 0     | 0  |

| Jugadora               | Selección    | Asistencias | PJ |
| ---------------------- | ------------ | ----------- | -- |
| Alexia Putellas        | España       | 4           | 3  |
| Kosovare Asllani       | Suecia       | 3           | 3  |
| Vilde Bøe Risa         | Noruega      | 3           | 3  |
| Alessia Russo          | Inglaterra   | 3           | 3  |
| Signe Gaupset          | Noruega      | 2           | 2  |
| Caroline Graham Hansen | Noruega      | 2           | 2  |
| Delphine Cascarino     | Francia      | 2           | 2  |
| Carlotta Wamser        | Alemania     | 2           | 3  |
| Tessa Wullaert         | Bélgica      | 2           | 3  |
| Daniëlle van de Donk   | Países Bajos | 2           | 3  |

| Lista completa | Lista completa | Lista completa | Lista completa | Lista completa |
| --- | -------------- | -------------- | -------------- | -------------- |
| \| Jugadora \| Selección \| Asistencias \| PJ \| \| -------- \| ------------ \| ----------- \| -- \| \| PD \| Bandera de ? \| 0 \| 0 \| \| PD \| Bandera de ? \| 0 \| 0 \| |                |                |                |                |
| Jugadora | Selección      | Asistencias    | PJ             |                |
| PD | Bandera de ?   | 0              | 0              |                |
| PD | Bandera de ?   | 0              | 0              |                |

| Jugadora | Selección    | Asistencias | PJ |
| -------- | ------------ | ----------- | -- |
| PD       | Bandera de ? | 0           | 0  |
| PD       | Bandera de ? | 0           | 0  |

### Autogoles
| Jugador       | Selección | Anotado · Autogol | Rival        | PJ |
| ------------- | --------- | ----------------- | ------------ | -- |
| Selma Bacha   | Francia   | 1                 | Países Bajos | 4  |
| Eva Nyström   | Finlandia | 1                 | Noruega      | 3  |
| Julia Stierli | Suiza     | 1                 | Noruega      | 4  |

## Premios y reconocimientos

### Mejor jugadora del torneo
| Jugadora       | Selección |
| -------------- | --------- |
| Aitana Bonmatí | España    |

### Mejor jugadora joven
| Jugadora          | Selección  |
| ----------------- | ---------- |
| Michelle Agyemang | Inglaterra |

### Jugadora del partido
| Fase de grupos - Fecha 1 | Fase de grupos - Fecha 1 | Fase de grupos - Fecha 2 | Fase de grupos - Fecha 2 | Fase de grupos - Fecha 3 | Fase de grupos - Fecha 3 | Fase eliminatoria | Fase eliminatoria |
| Jugadora                 | Partido                  | Jugadora                 | Partido                  | Jugadora                 | Partido                  | Jugadora          | Partido           |
| ------------------------ | ------------------------ | ------------------------ | ------------------------ | ------------------------ | ------------------------ | ----------------- | ----------------- |
| Katariina Kosola         | 0:1                      | Caroline Graham Hansen   | 2:1                      | Géraldine Reuteler       | 1:1                      | Cristiana Girelli | 1:2               |
| Géraldine Reuteler       | 1:2                      | Géraldine Reuteler       | 2:0                      | Signe Gaupset            | 4:3                      | Hannah Hampton    | 2:2 (2:3)         |
| Arianna Caruso           | 0:1                      | Alexia Putellas          | 6:2                      | Patri Guijarro           | 1:3                      | Aitana Bonmatí    | 2:0               |
| Alexia Putellas          | 5:0                      | Cristiana Girelli        | 1:1                      | Tessa Wullaert           | 1:2                      | Ann-Katrin Berger | 1:1 (5:6)         |
| Filippa Angeldal         | 0:1                      | Klara Bühl               | 2:1                      | Johanna Rytting Kaneryd  | 4:1                      | Chloe Kelly       | 2:1               |
| Jule Brand               | 2:0                      | Johanna Rytting Kaneryd  | 0:3                      | Natalia Padilla          | 3:2                      | Aitana Bonmatí    | 0:1               |
| Vivianne Miedema         | 0:3                      | Alessia Russo            | 4:0                      | Delphine Cascarino       | 2:5                      | Hannah Hampton    | 1:1 (3:1)         |
| Delphine Cascarino       | 2:1                      | Amel Majri               | 4:1                      | Keira Walsh              | 6:1                      |                   |                   |

## Clasificados a competencias intercontinentales
| Competencia                             | Clasificado  | Fecha de clasificación |
| --------------------------------------- | ------------ | ---------------------- |
| Finalissima Femenina UEFA-CONMEBOL 2026 | - Inglaterra | 27/7/2025              |

## Derechos de transmisión
La competición se podrá ver por los siguientes canales en Europa y en el resto del mundo:
| Europa | Resto del mundo |
| --- | --- |
| - Albania: RTSH - Alemania: ARD y ZDF - Andorra: RTVE y TF1 - Armenia: AMPTV - Austria: ORF - Bosnia y Herzegovina: BHRT - Bulgaria: BNT - Bélgica: VRT y RTBF - Chipre: CyBC - Ciudad del Vaticano: RAI - Croacia: HRT Croatia - Dinamarca: Viaplay - Eslovaquia: RTVS - Eslovenia: RTVSLO - España: RTVE - Estonia: ERR - Finlandia: Yle Areena - Francia: TF1 - Georgia: 1TV - Grecia: ERT - Hungría: MTVA - Irlanda: RTÉ - Islandia: RÚV - Israel: sport1 - Italia: RAI - Kosovo: RTK - Letonia: LTV - Lituania: LRT - Luxemburgo: RTL - Macedonia del Norte: MKRTV - Malta: PBS - Montenegro: RTCG - Mónaco: TF1 - Noruega: NRK y TV2 Norway - Países Bajos: NOS - Polonia: TVP - Portugal: RTP - Reino Unido: BBC - República Checa: ČT Sport - Rumania y Moldavia: TVR - San Marino: RAI - Serbia: RTS - Suecia: SVT y Viaplay - Suiza y Liechtenstein: SRG SSR - Turquía: TRT - Ucrania: Megogo | - Australia: Optus TV - Brasil: LiveMode Brazil - Canadá: TSN - Estados Unidos y sus territorios, incluyendo Puerto Rico: Fox Sports (inglés) y ESPN, Disney+ y Vix (español) - Latinoamérica: ESPN y Disney+ - Territorios franceses de ultramar: TF1 |